# 生人勿近之問米
《生人勿近之問米》（英語：Horoscope 1: The Voice from Hell，是一部1999年上映的香港時裝電影，其題材結合黑幫及靈異元素，由鄭偉文執導，監製為王晶，朱茵、尹天照等主演。

## 故事大綱
Jojo為一個大學學生，她為人好心，她每天都為一個老婆婆司徒姑打掃，司徒姑為一個問米婆，常幫別人問米。
一天，黑幫大佬阿武和他的手下阿博來找司徒姑問米，但阿武為人好心，性格較斯文，司徒姑即使不幫他們問米，他並沒發脾氣，他冷冷地走去酒吧，拿起槍指著自己，不斷怪責自己幾年前的事，在幾年前，他還是一名小混混，他被仇家追斬，仇家表示如果殺不死阿武，便燒死阿武全家，他的老婆及子被燒死，結果，阿武的老婆開始回魂，令Jojo一家困擾不得...

## 演員表
| 演員   | 角色   | 粵語配音 | 備註 |
| ------ | ------ | -------- | --- |
| 朱茵   | Jojo   | 朱茵     | 香港的大學學生，在司徒姑的家裏打掃，照顧她，與交通警阿齊關係密切，及後相戀。在後期多次被阿武妻子阿倩上身。 |
| 尹天照 | 阿武   | 尹天照   | 黑幫老大，在多年前全家被燒死，性格溫柔，斯文。                                                             |
| 錢嘉樂 | 阿齊   | 錢嘉樂   | 交通警察，在電影常與大學學生Jojo關係密切，後更與他相戀。                                                   |
| 羅蘭   | 司徒姑 | 羅蘭     | 獨居老婆婆，為一個問米婆。                                                                                 |
| 吳志雄 | 舅父   | 張炳強   | Jojo之舅父，舅母之夫                                                                                       |
| 苑瓊丹 | 舅母   | 苑瓊丹   | Jojo之舅母，舅父之妻                                                                                       |
| 張文慈 | 阿倩   | 張文慈   | 阿武之妻，在幾年前被阿博放火燒死。                                                                         |
| 黎駿   | 阿博   | 羅偉傑   | 阿武之手下，在幾年前放火燒死阿倩及子。                                                                     |
| 林尚義 | 周福慶 | 林尚義   | Jojo之外公                                                                                                 |
| 雷宇揚 | 林博士 | 雷宇揚   | 眾人皆稱為Dr.Lam，大學教授，心理學教授，Jojo的老師，後期被阿倩上身的Jojo嚇至逃跑。                         |
| 冼灝英 | 胖子獅 | 陳旭明   | 小混混，被懷疑在幾年前放火燒死阿倩及其子。                                                                 |

## 外部連結
- 香港影庫上《生人勿近之問米》的資料（繁體中文）